# Apomatus geniculata
Apomatus geniculata är en ringmaskart som först beskrevs av Moore och Bush 1904.  Apomatus geniculata ingår i släktet Apomatus och familjen Serpulidae. Inga underarter finns listade i Catalogue of Life.